# Болотнозонтичник ползучий
Болотнозонтичник ползучий (лат. Helosciadium repens) — травянистое растение, вид растений из рода Болотнозонтичник (Helosciadium) семейства Зонтичные (Apiaceae). Образует наземные и водные формы, распространён в основном в Центральной и Западной Европе.

## Ботаническое описание

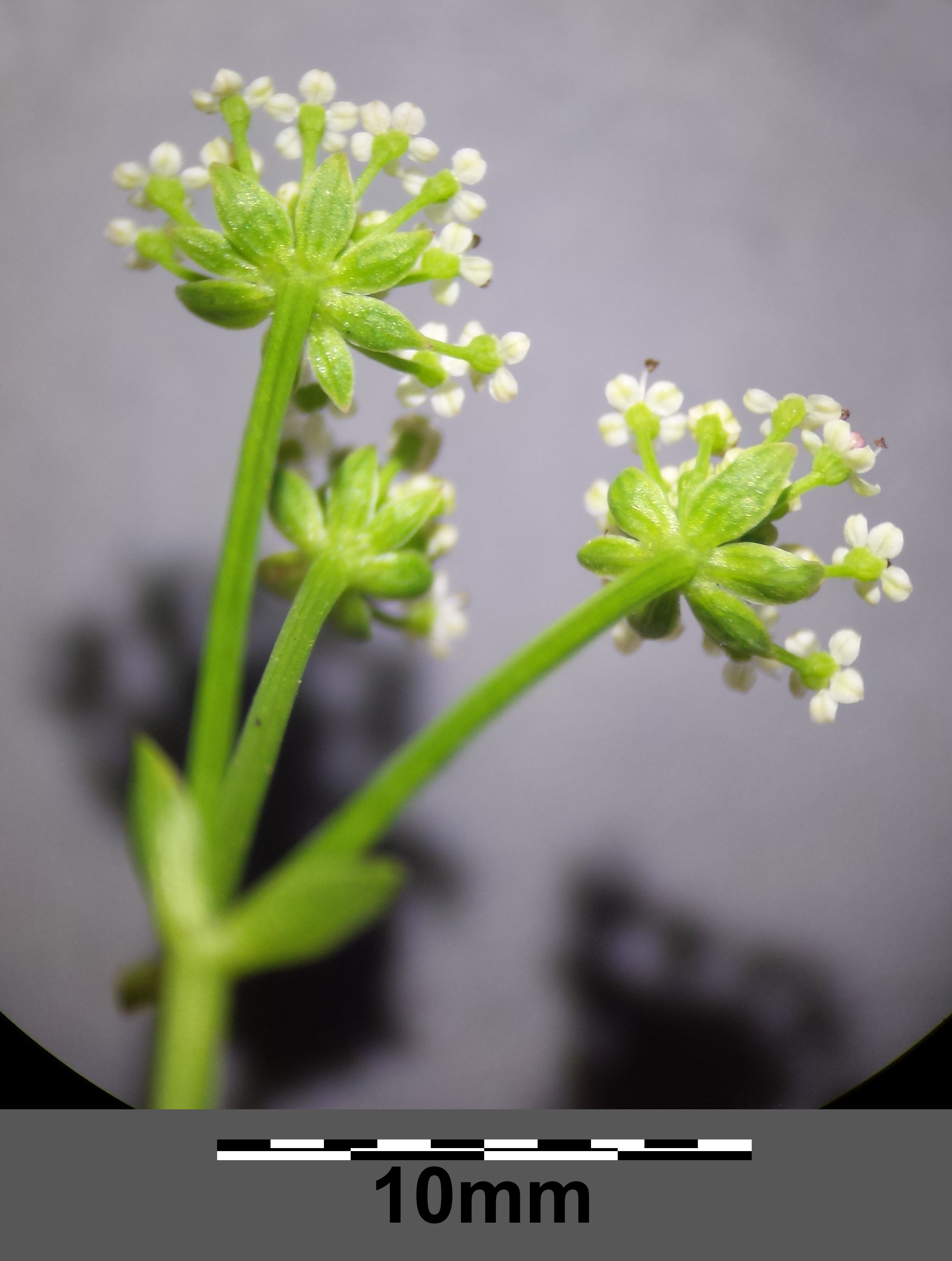
Деталь зонтиковидного соцветия с прицветниками и зонтичками

Многолетнее травянистое растение высотой от 10 до 30 см. Наземная форма имеет распростёртый или ползучий, округлый, голый, полый стебель до 60 см в длину, укореняется в узлах.
Листья простые перистые, с девятью-одиннадцатью округлыми, обратнояйцевидными, неравномерно пильчатыми или лопастными листочками. По сравнению с наземной формой, нецветущая и, следовательно, размножающаяся исключительно вегетативно водная форма имеет более длинные стебли до 1,5 м и листья длиной до 40 см. Наземную форму легко спутать с Berula erecta. Однако у Helosciadium repens пары листочков одинакового размера, тогда как у Berula erecta самая нижняя пара листочков очень мала или отсутствует. В последнем случае на стебле листа в месте прикрепления заметна поперечная бороздка. Кроме того, Berula erecta не образует ползучих побегов.
Цветки собраны в сложный зонтик на длинном цветоносе, который имеет от трёх до семи прицветников, трёх-семилучевое, три-семь зонтичков имеют от пяти до восьми прицветников и не имеют белых кожистых краёв. Период цветения в Северном полушарии длится с июля по сентябрь. 
Плод — двойная семянка, состоит из округлых плодов длиной от 0,7 до 1 мм и диаметром до 1,2 мм с острыми продольными ребрами.
Число хромосом 2n = 22, реже 16.

## Распространение и экология
Произрастает в основном в Центральной и Западной Европе, был отмечен на Тенерифе, в Марокко, Испании, Португалии, Франции, Италии, Швейцарии, Австрии, Германии, Бельгии, Нидерландах, Венгрии, Дании, Польше, Словакии, Словении, Хорватии, Черногории, Греции, Турции и, возможно, Болгарии.
На Пиренейском полуострове встречается на высотах от 800 до 1200 м, редко до 1650 м над уровнем моря. В Германии основные места произрастания — Дунайский регион и предгорья Альп. Популяции этого строго охраняемого вида растений сокращаются по всему ареалу.
Растёт на влажных и сырых почвах. Из-за высокой потребности в солнечном свете и низкой конкурентоспособности выживание зависит от выпаса животных, эрозии или колебаний уровня воды. Средой обитания являются пастбища и луга, заиленные участки тихих и быстротекущих весенних ручьёв, особенно в предгорьях Альп.
Наземные и водные формы могут размножаться вегетативно, образуя корни на нижних узлах ползучих побегов. После отделения от материнского растения часть побега может развиться в самостоятельное растение. Только наземная форма может цвести в зависимости от окружающей среды и размножаться вегетативно таким образом. По-видимому, не существует эффективного механизма распространения семян, которые могут прорастать в широком диапазоне условий окружающей среды. Связанная с этим низкая способность к рассеиванию считается одним из факторов редкой встречаемости вида.
В Швейцарии значения экологических показателей согласно Ландольту: индекс влажности F = 4+w+ (влажно, но сильно колеблется), индекс освещенности L = 3 (полутень), индекс реакции R = 4 (от нейтральной до щелочной), индекс температуры T = 4 (коллинеарная), индекс питательности N = 4 (богатая питательными веществами), индекс континентальности K = 2 (субокеаническая), солеустойчивость = 1 (толерантная).

## Охранный статус
Считается видом, находящимся под угрозой исчезновения во всём мире. Helosciadium repens был классифицирован как «находящийся под угрозой исчезновения» в Красной книге исчезающих видов растений Германии 1996 года и «строго охраняется» в соответствии с Федеральным законом об охране природы (BNatSchG). Он внесён в Приложения II и IV Директивы о средах обитания. Таким образом, он считается видом растений, требующим строгой охраны, для которого выделены специальные охраняемые территории. Меры по сохранению вида включают в себя сохранение открытых участков, недопущение нарушений, связанных с вытаптыванием, выпасом скота или скашиванием. В Швейцарии вид считается «находящимся под угрозой исчезновения».

## Таксономия
Вид впервые был научно описан в 1775 году под названием (базионим) Sium repens Jacq. Николаусом Йозефом фон Жакеном в издании Flora Austriaca. Принятое название Helosciadium repens (Jacq.) W.D.J. Koch было опубликовано в 1824 году Иоганном Фридрихом Вильгельмом Кохом. Вид менял свое таксономическое положение внутри подсемейства Сельдерейные: изначально его отнесли к роду Поручейник (Sium), затем он продолжительное время относился к роду Сельдерей (Apium).

### Синонимы
По данным GBIF на февраль 2025 в синонимику вида входят следующие названия:
- = Apium nodiflorum f. semimersum (Glück) Thell.
- = Apium nodiflorum f. submersum (Glück) Thell.
- = Apium nodiflorum f. terrestre (Glück) Thell.
- = Apium nodiflorum subsp. repens (Jacq.) Bonnier
- = Apium nodiflorum subsp. repens (Jacq.) P.Fourn.
- = Apium nodiflorum subsp. repens (Jacq.) Thell.
- = Apium nodiflorum var. repens (Jacq.) Bab.
- = Apium nodiflorum var. repens (Jacq.) Hook.fil.
- = Apium repens (Jacq.) Lag.
- = Apium repens (Jacq.) Rchb.f.
- = Helodium repens (Jacq.) Dumort.
- = Helosciadium nodiflorum subsp. repens (Jacq.) Bonnier
- = Helosciadium nodiflorum var. repens (Jacq.) Syme
- = Helosciadium palatinum F.W.Schultz ex Nyman
- = Helosciadium repens (Jacq.) Syme
- = Helosciadium repens (Jacq.) Syme ex Schultz
- = Helosciadium repens f. semimersum Glück
- = Helosciadium repens f. submersum Glück
- = Helosciadium repens f. terrestre Glück
- = Laoberdes repens (Jacq.) Raf.
- = Selinum repens (Jacq.) E.H.L.Krause
- = Sium repens Jacq.basionym

## Использование
Несмотря на то, что в природе Helosciadium repens находится под угрозой исчезновения, он доступен в продаже и может быть использован как пряность для ароматизации или в качестве чайного настоя.